# Джаха-Гамбу
Керейдай, Кэрабэтай (монг. Хэрэйдай), более известный под тангутским титулом Джаха-Гамбу (Чжаха-Гамбу, Джакамбу; монг. Жаха Хамбу) — младший брат кереитского хана Тоорила (Ван-хана). Как и потомки Тоорила, потомки Джаха-Гамбу сыграли значительную роль в истории Монгольской империи. Так, его младшая дочь Сорхахтани-бэки была отдана в жёны Толую, младшему сыну Тэмуджина-Чингисхана; её детьми были Менгу и Хубилай, ставшие позднее ханами Монгольской империи, Хулагу — ильхан и основатель династии Хулагуидов, правившей в Иранском ильханате в Передней Азии и Ариг-Буга — соперник Хубилая в борьбе за монгольский престол. Другая дочь Джаха-Гамбу, Биктутмиш-фуджин, была выдана за старшего сына Чингисхана Джучи.

## Биография
Известно, что детские и отроческие годы Керейдай провёл пленником у тангутов, однако со временем сумел возвыситься среди них, за что получил почётный титул джаха-гамбу («достопочтенный князь страны»), ставший впоследствии его прозвищем. По возвращении на родину Джаха-Гамбу возглавил один из кереитских родов.   
Помимо Тоорила, братьями Джаха-Гамбу также были Эрке-Хара, Тай-Тимур-тайши и Бука-Тимур. Когда после смерти их отца Хурджакус Буюрук-хана Тай-Тимур-тайши и Бука-Тимур заняли кереитский престол, Тоорил убил обоих братьев, а Эрке-Хара бежал к племени найманов; таким образом власть в улусе кереитов перешла в руки Тоорила.    
Отношения между Джаха-Гамбу и Тоорилом постоянно изменялись в зависимости от положения внутри кереитского улуса. Первое время Джаха-Гамбу поддерживал брата: так, когда названному сыну Тоорила Тэмуджину понадобилась помощь в борьбе с племенем меркитов, Джаха-Гамбу выставил для сражения тумен своего войска, а в 1201 году, после возвышения общего врага Тоорила и Тэмуджина гурхана Джамухи, участвовал в передовой разведке вместе с другими родственниками обоих ханов.   
Когда недовольство властью Тоорила стало расти, вскоре после разгрома Джамухи и его людей Джаха-Гамбу покинул брата, перейдя вместе с некоторыми из кереитских родов на сторону Тэмуджина и оказав тому помощь в борьбе с меркитами. Позже в числе знатных кереитских нойонов Джаха-Гамбу вступил в заговор против Тоорила, однако тот узнал о случившемся и приказал взять всех заговорщиков под стражу. Джаха-Гамбу единственному удалось спастись от наказания, бежав к найманскому правителю Таян-хану.  
После разгрома и гибели Тоорила в 1203 году кереитский народ был поделён Тэмуджином между своими нукерами. Благодаря своим прежним заслугам не была разорена только семья Джаха-Гамбу. Его старшую дочь Ибаха-беки Тэмуджин взял себе в жёны, а младшую, Сорхахтани, — выдал за своего сына Толуя. Несмотря на это, позже Джаха-Гамбу взбунтовался и ушёл от Тэмуджина, за что был схвачен и убит одним из нукеров хана Джурчедаем. 

## Семья
Согласно «Сокровенному сказанию», у Джаха-Гамбу было две дочери — Ибаха-беги и Сорхахтани-беки. Однако Рашид ад-Дин в своём труде «Джами ат-таварих» называет четырёх дочерей Джаха-Гамбу:
- Ибаха-беги (Абикэ-беги) — поначалу одна из жён Чингисхана, позже была выдана за Чжурчедая в знак благодарности за его заслуги[11];
- Биктутмиш-фуджин — жена Джучи;
- Сорхахтани-беки — жена Толуя, мать Хубилая, Менгу, Хулагу и Ариг-буги.

Имя четвёртой дочери Джаха-Гамбу неизвестно. Согласно приведённому в «Джами ат-таварих» рассказу, она была выдана замуж за правителя онгутов.

## В культуре
Джаха-Гамбу стал персонажем романа И. К. Калашникова «Жестокий век» (1978).